# Las Niegłowicki
Las Niegłowicki este o arie protejată (sit de importanță comunitară — SCI) din Polonia întinsă pe o suprafață de 28,48 ha, integral pe uscat.

## Localizare
Centrul sitului Las Niegłowicki este situat la coordonatele 49°43′06″N 21°26′55″E / 49.7182°N 21.4487°E.

## Înființare
Situl Las Niegłowicki a fost declarat sit de importanță comunitară în octombrie 2009 pentru a proteja 1 specie de animale.

## Biodiversitate
Situată în ecoregiunea continentală, aria protejată conține 4 habitate naturale: Păduri de fag Luzulo-Fagetum, Păduri de fag Asperulo-Fagetum, Păduri de stejar și carpen Galio-Carpinetum, Păduri aluvionare cu Alnus glutinosa și Fraxinus excelsior (Alno-Padion, Alnion incanae, Salicion albae).
La baza desemnării sitului se află o specie protejată de  amfibieni: izvoraș-cu-burta-galbenă (Bombina variegata).